# Мэн Супин
Мэн Супи́н (кит. упр. 孟苏平, пиньинь Mèng Sūpíng; род. 17 июля 1989 года) — китайская тяжелоатлетка, чемпионка летних Олимпийских игр 2016 года.

## Карьера
В 2009 году Мэн Супин завоевала бронзу чемпионата мира в абсолютной категории. В рывке ей покорилась штанга весом 131 кг, а в толчке она показала результат	165 кг, что в сумме составило 296 кг.
Следующий чемпионат мира принёс Мэн Супин серебро. Её результат - 131 кг + 179 кг = 310 кг.
На Азиатских играх 2010 года китайская тяжелоатлетка - вторая после 135 кг в рывке и 176 кг в толчке, что в итоге составило 311 кг.
На чемпионате Азии 2011 года Мэн Супин становится чемпионкой (134 кг + 170 кг = 304 кг).
На чемпионате мира 2014 года сумма в 320 кг, полученная за счёт 140	кг в рывке и 180 кг в толчке позволила китаянке снова стать серебряным призёром.
На чемпионате Азии 2015 года китаянка вновь становится чемпионкой (130 кг + 180 кг = 310 кг).
На чемпионате мира 2015 года Мэн Супин снова вторая при показателях 145 кг + 180 кг = 325 кг.
В 2016 году на летних Олимпийских играх в Рио-де-Жанейро Мэн Супин выиграла золотую медаль в категории свыше 75 кг.
10 ноября 2018 года на чемпионате мира в Ашхабаде китайская спортсменка в весовой категории свыше 87 кг завоевала абсолютную серебряную медаль, взяв общий вес 327 кг. При этом в двух упражнениях она завоевала малые серебряные медали (143 в рывке и 184 в толчке).
На предолимпийском чемпионате мира 2019 года, который проходил в Таиланде, китайская спортсменка завоевала бронзовую медаль в весовой категории свыше 87 кг. Общий вес на штанге 311 кг. В упражнении рывок она стала третьей (137 кг), в толкании завоевала малую бронзовую медаль (174 кг).